# Mantoides iljai
Mantoides iljai är en fjärilsart som beskrevs av Schröder och Colin G.Treadaway. Mantoides iljai ingår i släktet Mantoides och familjen juvelvingar. Inga underarter finns listade i Catalogue of Life.